# Porta Trionfale di Mosca
La Porta Trionfale di Mosca (in russo Московские Триумфальные ворота?) è una porta monumentale di San Pietroburgo, in Russia. Fu costruita tra il 1834 ed il 1838, sulla base del progetto dell'architetto Vasilij Stasov, allo scopo di celebrare la vittoria nella Guerra russo-turca (1828-1829). È situata all'incrocio delle prospettive Moskovskij e Ligovskij.

## Storia e descrizione

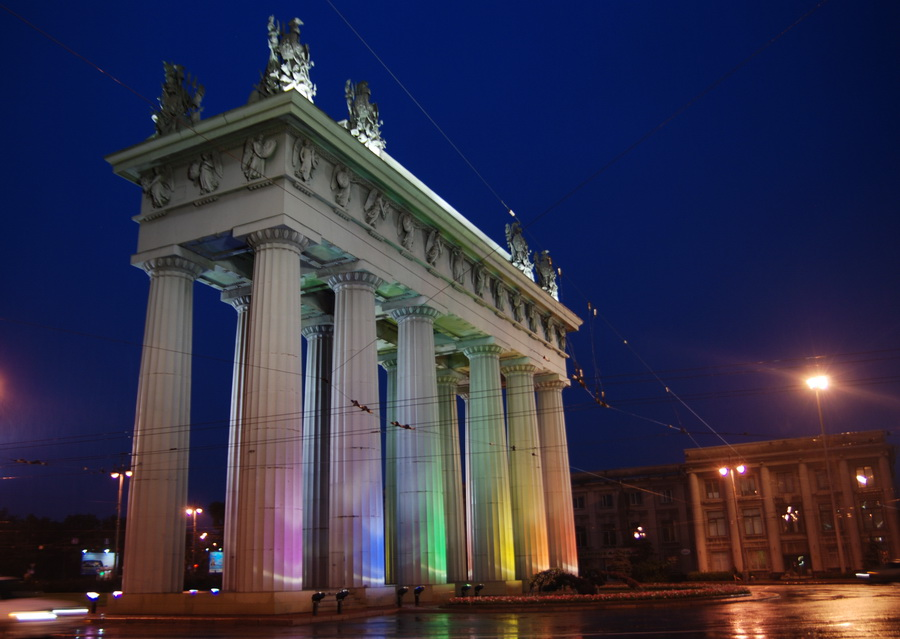
Veduta notturna

Inizialmente il monumento sarebbe dovuto sorgere nei pressi dell'Obvodnyj kanal, ma a seguito dell'espansione della città fu deciso di spostare il luogo in cui erigere la struttura. In tal modo la porta si trovò non solo ad essere una struttura commemorativa, ma anche una via d'ingresso alla capitale imperiale. La progettazione dell'opera fu affidata all'architetto Vasilij Stasov, già autore del progetto della Porta Trionfale di Narva. Costui, esperto in costruzioni in Stile Impero, sviluppò inizialmente due progetti. Quello definitivo fu approvato il 14 settembre 1834. Nel corso dell'anno seguente lo scultore neoclassico Boris Orlovskij realizzò le sculture del monumento.
Il principale materiale di costruzione utilizzato fu la ghisa. Le 12 colonne pesano in totale 450 tonnellate. Ciascuna colonna è composta da nove blocchi separati fra loro. La prima fu eretta il 14 luglio 1836, mentre l'inaugurazione ufficiale del monumento ebbe luogo il 16 ottobre 1838. Al suo completamento, l'arco risultava essere il più imponente edificio in ghisa del mondo. Il portico monumentale con le sue possenti colonne avrebbe dovuto rappresentare la gloria e la grandezza dell'esercito russo. Il tema della vittoria in guerra risulta evidente grazie alle sculture raffiguranti trofei, simboli militari e armi. La struttura è concepita come espressione del potere statale.
Nel 1936, il monumento fu smontato con l'intenzione di trasferirlo in altro luogo. Durante l'assedio di Leningrado, cominciato nel settembre 1941, i blocchi di ghisa del monumento furono utilizzati per creare strutture di difesa anticarro da usare nell'area sud della città. Il monumento fu ricostruito tra il 1958 ed il 1960. Una squadra di restauratori coordinata da Ivan Kaptsjug riuscì a ricostruire la maggioranza degli elementi scultorei originari. Le nuove colonne furono forgiate presso la fabbrica Kirov di Leningrado.